# Raoul Kouakou
Raoul Kouakou (ur. 1 marca 1980 w Abidżanie) – piłkarz z Wybrzeża Kości Słoniowej, a na boisku występował jako obrońca.

## Życiorys
Piłkarz ten w swojej ojczyźnie grał w aż trzech klubach z tego samego miasta. Na początku był to JC Abidżan, później w Stade d’Abidjan. Następnie zdecydował się na przeprowadzkę do Skandynawii. Najpierw występował w norweskim Sogndal Fotball, przez cztery lata, a później zdecydował się na transfer do silniejszego klubu - szwedzkiego FF Malmö. Następnie trafił do duńskiego Viborga, jednak i tam długi miejsca nie zagrzał. W 2007 roku ponownie powrócił do Norwegii, by reprezentować barwy Sandefjord Fotball. W 2008 roku powrócił do JC Abidżan, gdzie w 2012 roku zakończył karierę piłkarską.
Kouakou dwa razy wystąpił w reprezentacji Wybrzeża Kości Słoniowej.

## Kariera
| Sezon   | Klub               | Kraj     | Flaga                    | Rozgrywki    | Mecze | Bramki |
| ------- | ------------------ | -------- | ------------------------ | ------------ | ----- | ------ |
| 2000    | JC Abidżan         | WKS      | Wybrzeże Kości Słoniowej | Ligue 1 MTN  | ?     | ?      |
| 2001    | Stade d’Abidjan    | WKS      | Wybrzeże Kości Słoniowej | Ligue 1 MTN  | ?     | ?      |
| 2002    | Sogndal Fotball    | Norwegia | Norwegia                 | Adeccoligaen | 11    | 0      |
| 2003    | Sogndal Fotball    | Norwegia | Norwegia                 | Adeccoligaen | 16    | 0      |
| 2004    | Sogndal Fotball    | Norwegia | Norwegia                 | Adeccoligaen | 18    | 2      |
| 2005    | Sogndal Fotball    | Norwegia | Norwegia                 | Adeccoligaen | 4     | 0      |
| 2005    | Malmö FF           | Szwecja  | Szwecja                  | Allsvenskan  | 4     | 1      |
| 2006    | Malmö FF           | Szwecja  | Szwecja                  | Allsvenskan  | 2     | 0      |
| 2006/07 | Viborg FF          | Dania    | Dania                    | Superligaen  | 8     | 1      |
| 2007    | Sandefjord Fotball | Norwegia | Norwegia                 | Adeccoligaen | ?     | ?      |
| 2008    | JC Abidżan         | WKS      | Wybrzeże Kości Słoniowej | Ligue 1 MTN  | ?     | ?      |
| 2009    | JC Abidżan         | WKS      | Wybrzeże Kości Słoniowej | Ligue 1 MTN  | ?     | ?      |
| 2010    | JC Abidżan         | WKS      | Wybrzeże Kości Słoniowej | Ligue 1 MTN  | ?     | ?      |
| 2011    | JC Abidżan         | WKS      | Wybrzeże Kości Słoniowej | Ligue 1 MTN  | ?     | ?      |
| 2012    | JC Abidżan         | WKS      | Wybrzeże Kości Słoniowej | Ligue 1 MTN  | ?     | ?      |